# Rockland (condado de Manitowoc, Wisconsin)
Rockland es un pueblo ubicado en el condado de Manitowoc en el estado estadounidense de Wisconsin. En el Censo de 2010 tenía una población de 1001 habitantes y una densidad poblacional de 10,97 personas por km².

## Geografía
Rockland se encuentra ubicado en las coordenadas 44°6′43″N 87°59′15″O / 44.11194, -87.98750. Según la Oficina del Censo de los Estados Unidos, Rockland tiene una superficie total de 91.29 km², de la cual 88.44 km² corresponden a tierra firme y (3.12%) 2.85 km² es agua.

## Demografía
Según el censo de 2010, había 1001 personas residiendo en Rockland. La densidad de población era de 10,97 hab./km². De los 1001 habitantes, Rockland estaba compuesto por el 97.6% blancos, el 0% eran afroamericanos, el 0.7% eran amerindios, el 1.3% eran asiáticos, el 0% eran isleños del Pacífico, el 0% eran de otras razas y el 0.4% pertenecían a dos o más razas. Del total de la población el 0.7% eran hispanos o latinos de cualquier raza.